# Heterolocha szetschwanensis
Heterolocha szetschwanensis är en fjärilsart som beskrevs av Eugen Wehrli 1940. Heterolocha szetschwanensis ingår i släktet Heterolocha och familjen mätare. Inga underarter finns listade i Catalogue of Life.